# Anabasin
Anabasin je pyridinový alkaloid chemicky příbuzný nikotinu, nacházející se v tabáku. Anabasin se v lidském organismu chová podobně jako nikotin, váže se na nikotinové cholinergní receptory a způsobuje zvýšenou aktivitu trávicího traktu, zvýšení krevního tlaku a zrychlení činnosti srdce. Jeho hlavní využití v praxi je jako tekutý insekticid.